# 岑德雷伊
岑德雷伊是羅馬尼亞的城鎮，位於該國東南部，距離首府斯洛博齊亞24公里，由雅洛米察縣負責管轄，面積107.91平方公里，海拔高度18米，2009年人口12,847，大多數居民信奉東正教。